# (5561) Iguchi
(5561) Iguchi est un astéroïde de la ceinture principale.

## Description
(5561) Iguchi est un astéroïde de la ceinture principale. Il fut découvert le 17 août 1991 à Kiyosato par Satoru Ōtomo. Il présente une orbite caractérisée par un demi-grand axe de 2,19 UA, une excentricité de 0,15 et une inclinaison de 5,9° par rapport à l'écliptique.

## Compléments